# 거꾸로프로젝트
거꾸로프로젝트는 대한민국의 음악 그룹이다. 2018년 1집 앨범 [GO BACK]으로 데뷔했다.

## 방송
- 조선판스타 (2021) - Top5(4위)

## 수상
- 충남의 노래 전국 공모전 대상 (2020)